# Імперіал (монета)

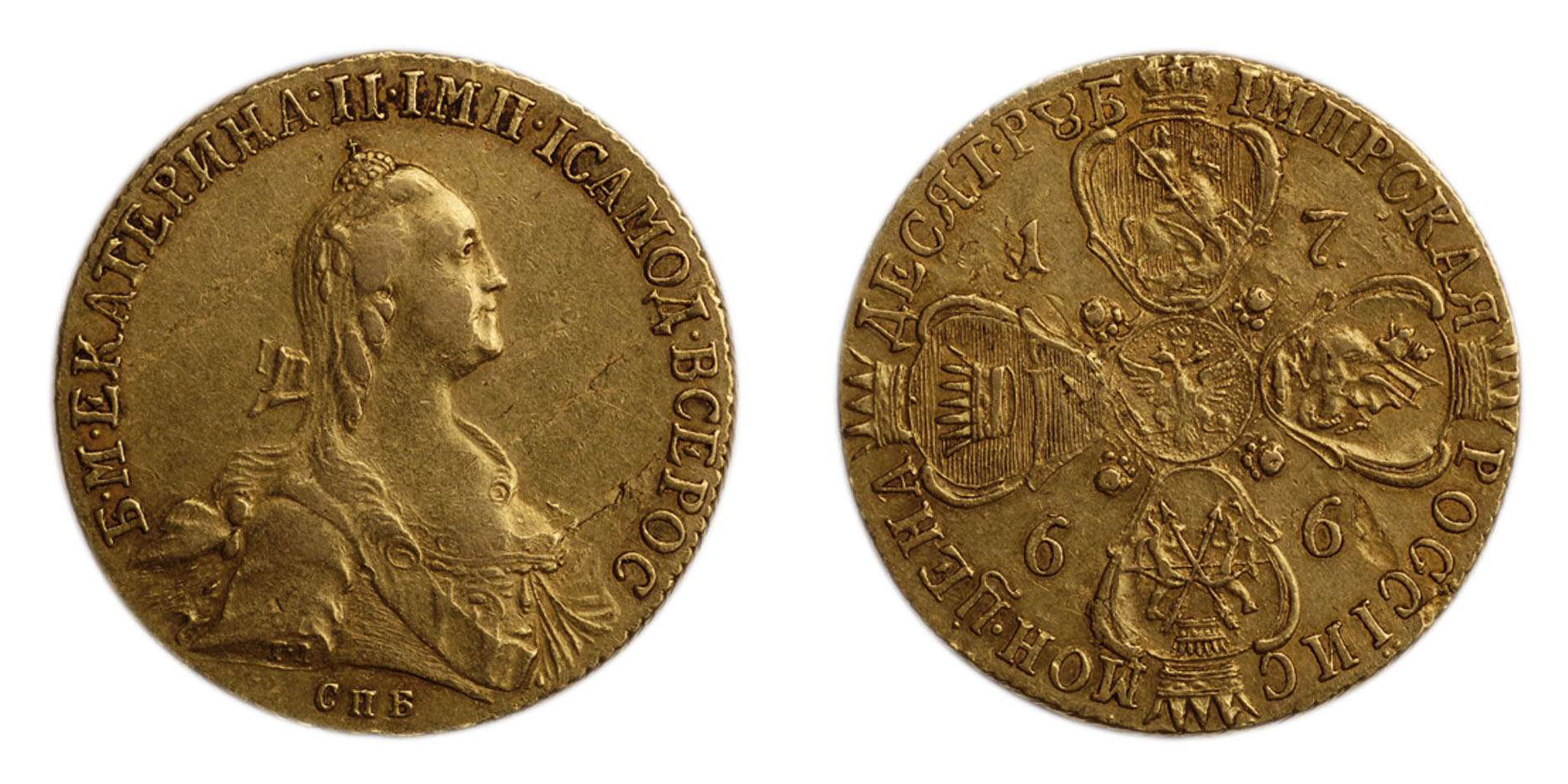
10 рублів, 1766

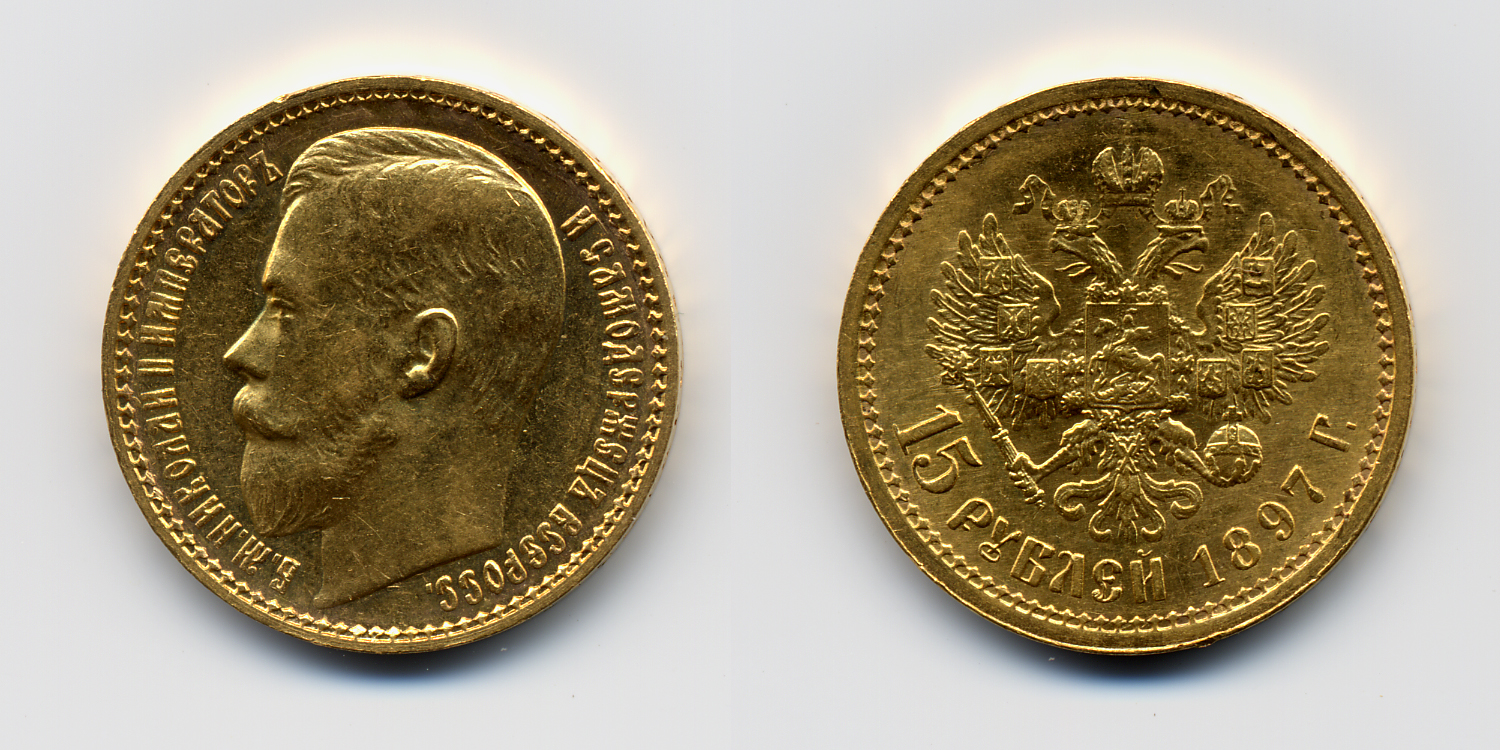
15 рублів, 1897

Імперіал — російська золота монета, яку карбували з перервами в 1755-1914. 
Запроваджений імперіал Єлизаветою Петрівною. Номінальна вартість його 10 рублів, вага — 11,61 г золота 916-ї проби. 
В обігу перебували також півімперіали. Через зниження вартості паперових грошових знаків золотий імперіал наприкінці 19 ст. оцінювався уже в 15 рублів кредитними білетами. Це співвідношення було покладено в основу грошової реформи 1897. Основною одиницею російської грошової системи став золотий рубль, який становив 1/15 імперіала із золота 900-ї проби карбувалися монети номіналом 5, 71/2 (півімперіали), 10, 15 рублів. Рубль містив 0,774 г. чистого золота. Внаслідок грошової реформи 1897 царському урядові аж до Першої світової війни вдалося утримувати стабільність своєї валюти.